# Volenice (Strakonicei járás)
Volenice falu és önkormányzat (obec) Csehország Dél-csehországi kerületének Strakonicei járásában. Területe 15,95 km², lakosainak száma 545 (2008. 12. 31). A falu Strakonicétől mintegy 12 km-re nyugatra, České Budějovicétől 62 km-re északnyugatra, és Prágától 106 km-re délnyugatra fekszik.
A település első írásos említése 1227-ből származik.

## Az önkormányzathoz tartozó települések
- Volenice
- Ohrazenice
- Tažovice
- Tažovická Lhota
- Vojnice

## Nevezetességek
- A román stílusban 1230 – 1240 között épült Szent Péter-Pál templom .
- Plébánia

## Népesség
A település népessége az elmúlt években az alábbi módon változott:
| Lakosok száma | 1466 | 1430 | 1290 | 914  | 676  | 553  | 548  | 554  | 559  | 574  |
|               | 1869 | 1890 | 1921 | 1950 | 1980 | 2001 | 2017 | 2019 | 2022 | 2024 |